# Affinity Photo

Affinity Photo est un logiciel propriétaire de retouche, de traitement et de dessin assisté par ordinateur.  Disponible sous Microsoft Windows et MacOS, il est vendu par l'entreprise britannique Serif Europe. 
Il permet de réaliser des montages photo, des retouches complexes et de travailler sur la gestion des couleurs.

## Description
Affinity Photo un logiciel de publication assistée par ordinateur (PAO) de Serif Europe pour macOS et Windows. Il a été créé pour concurrencer Adobe Photoshop. Affinity a également développé Affinity Publisher et Affinity Designer.

## Développement
Le 9 novembre 2022, Serif Europe présente la version 2 de sa suite logicielle, rompant ainsi avec une de ses promesses initiales, la mise à jour gratuite à vie des logiciels. En effet, si l’on veut passer à cette nouvelle version, il faudra débourser 199,99 euros hors promotion pour la trilogie, la version 1.10 n’étant plus du tout supportée. Cependant, la licence universelle permet d’installer indifféremment les trois logiciels sur les toutes les plates-formes disponibles avec la même licence.
Le 26 mars 2024, le président d’Affinity, Ashley Hewson, annonce par courriel le rapprochement entre Affinity et Canva par le rachat du premier par le second. Un communiqué de presse détaillant la collaboration future est publié le lendemain. 

### Rétrocompatibilité
La version 2 peut ouvrir les fichiers des versions précédentes aux formats propriétaires (extensions .afphoto, .afpub, .afdesign, .aftemplate et .afpackage) mais, une fois modifiés et enregistrés, ces fichiers ne pourront plus être ouverts par la version d’origine.